# 傑雷米·克里斯蒂
傑雷米·克里斯蒂（英語：Jeremy Christie；1983年5月22日—）是一位新西蘭足球運動員。克里斯蒂在場上可以司職中場或後衛。他也是2010年世界杯足球賽新西蘭國家隊的成員之一。